# Майлд ейл
Майлд ейл (на английски: Mild Ale) е традиционна лека английска бира, тип ейл, с алкохолно съдържание: 2,8 – 4,5 % об.

## История
Поради нарастването на населението в Англия през 18 век някои пивовари започват да продават ейл с по-кратък период на отлежаване и на по-ниска цена от напълно отлежалите ейлове, някои от които съзрявят в бъчвите до една година. Този млад ейл става известен като „майлд ейл“. Терминът „майлд“ (мек) характеризира по-слабата хмелна горчивина и алкохолно съдържание в сравнение с другите английски кафяви ейлове. Не особено разпространена и в самата Англия, но добри представители на този вид могат да се открият в централните графства (Midlands) в района на Бирмингам.

## Характеристика
При производството на майлд ейл се използват английски сортове малц и хмел и английски ейлови дрожди; допустимо е и използването на захар за добавка. Цветът е от медено-червен до тъмнокафяв или махагонов. Има и няколко по-светли версии с наситено кехлибарен и светлокафяв оттенък. Обикновено майлд е прозрачен, като традиционно бирата не се филтрира. Образува умерена пяна с кремав до жълто-кафяв цвят със слаба пеноустойчивост. Има умерен малцов аромат с леко плодови нюанси. Ароматът на хмел е съвсем слаб. Вкусът е малцов – обусловен от вида на използваните малц и дрожди и може да има сладки, карамелени, орехови, шоколадови, кафеени, плодови или печени нюанси. Алкохолното съдържание варира от 2,8 до 4,5 % об.
В някои бирени класификации майлд ейлът се разглежда като подвид на стила английски кафяв ейл.

## Известни марки майлд ейл
Типични търговски марки са: Moorhouse Black Cat, Highgate Mild, Brain's Dark, Banks's Mild, Coach House Gunpowder Strong Mild, Gale's Festival Mild, Woodforde's Norfolk Nog, Goose Island PMD Mild, Greene King XX Mild, Rudgate Ruby Mild, Sarah Hughes Dark Ruby Mild, Theakston's Mild, Timothy Taylor's Dark Mild, Tolly Mild.